# Фэнган
Фэнга́н (кит. упр. 凤冈, пиньинь Fènggāng) — уезд городского округа Цзуньи провинции Гуйчжоу (КНР).

## История
Во времена империи Мин в 1601 году был образован уезд Лунцюань (龙泉县). После Синьхайской революции в Китае была проведена сверка названий административных единиц в масштабах страны, и в связи с тем, что в провинции Чжэцзян также имелся уезд Лунцюань, в 1913 году уезд был переименован в Фэнцюань (凤泉县), а в 1930 году — в Фэнган.
После вхождения этих мест в состав КНР в конце 1949 года был создан Специальный район Цзуньи (遵义专区), и уезд вошёл в его состав. В 1958 году уезд Фэнган был присоединён к уезду Мэйтань, но в 1961 году был воссоздан. В 1970 году Специальный район Цзуньи был переименован в Округ Цзуньи (遵义地区).
Постановлением Госсовета КНР от 10 июня 1997 года округ Цзуньи был преобразован в городской округ.

## Административное деление
Уезд делится на 13 посёлков и 1 национальную волость.